# نسناس
نسناس اسطوره‌ای است که گفته می‌شود نوعی جن است، که بدنش نیمی از اعضای انسان همانند یک پا یک دست و یک چشم را دارد. و نیمه دیگر پرنده مانند شبیه آنوناکی‌های منقاردار است. برخی معتقدند که نسناس دو جنس نر و ماده دارد.
برخی حدس می‌زنند که در واقع این موجود مانند انسان سانان نخستین، شبیه به میمون و شامپانزه از جمله نئاندرتال و انسان راست‌قامت و انسان کارورز و پرامردم و جنوبی‌کپی و آردی‌کپی و ساحل‌مردم چادی است.
این نام گاهی در گذشته در متن‌های زیست‌شناسی فارسی در برابر واژه میمون بکار می‌رفته که نام عمومی گروهی از آدم‌نمایان (گوریل، شمپانزه، اورانگوتان، گیبون) است.
در فرهنگ عامه به نوعی بوزینه بی‌دم هم گفته می‌شود.

## نسناس در برخی فرهنگ‌های فارسی
- جانوری بود چهارچشم سرخ‌روی درازبالا سبزموی، در حد هندوستان، چون گوسفند بود، او را صید کنند و خورند اهل هندوستان. (لغت‌نامهٔ اسدی) (اوبهی).
- جنسی‌اند از خلق که بر یک پای می‌جهند. (دهار).
- نوعی از حیوان که بر یک پای جهد. (غیاث اللغات از منتخب اللغات و کشف اللغات) (از آنندراج).
- صاحب حیوةالحیوان نوشته که: نِسْناس بالکسر، نوعی از حیوان است که به‌صورت نصف آدمی باشد چنان‌که یک گوش و یک دست و یک پای دارد و به‌طور مردم در عربی کلام کند…
- و در تواریخ بهجت العالم نوشته که: نسناس در نواحی عدن و عمان بسیار است و آن جانوری است مانند نصف انسان که یک دست و یک پا و یک چشم دارد و دست او بر سینهٔ او باشد و به زبان عربی تکلم کند و مردم آنجا او را صید کرده می‌خورند. (از غیاث اللغات) (آنندراج).
- گویند جنسی‌اند از خلق که به یک پای می‌جهند. (از مهذب الاسماء) (از برهان قاطع).
- دیو مردم که بر یک پای جهند. (السامی).
- و به زبان عربی حرف می‌زنند. (برهان قاطع).
- دیو مردم یا نوعی از مردم که یک دست و پا دارد، و فی الحدیث: انّ حیاً من عادٍ عصوا رسولهم فمسخهم الله نسناساً، لکل واحد منهم ید و رجل من شق واحد ینقرون کما ینقر الطائر و یرعون کما ترعی البهائم؛ و گویند که قوم عاد که ممسوخ شده بود نیست گردید و قومی که بر این سرشت بالفعل موجود است خلق علی‌حده [است] یا آنها سه جنس‌اند، ناس و نسناس و نسانس، یا نسانس زنان آنها، یا نسانس گرامی‌قدر از نسناس است، یا آنها یأجوج و مأجوج است، یا قومی از بنی‌آدم از نسل ارم‌بن سام، و زبان عربی دارند و به نامهای عربان می‌نامند و بر درخت برمی‌آیند و از آواز سگ می‌گریزند. یا خلقی بر صورت مردم، مگر در عوارض مخالف مردم‌اند و آدمی نیستند، یا در بیشه‌ها بر کرانهٔ دریای هند زندگانی می‌کنند و در قدیم عربان شکار می‌کردند و می‌خوردند آنها را. (از منتهی الارب) (آنندراج).
- حیوانی است که در بیابان ترکستان باشد منتصب‌القامه، الفی‌القد، عریض‌الاظفار، و آدمی را عظیم دوست دارد، هرکجا آدمی را بیند بر سر راه آید و در ایشان نظاره همی کند و چون یگانه از آدمی بیند ببرد، و از او گویند تخم گیرد، پس بعد انسان از حیوان او شریف‌تر است که به چندین چیز با آدمی تشبه کرد یکی به بالای راست و دوم به پهنای ناخن و سوم به موی سر. (از چهارمقالهٔ نظامی عروضی، معین صص۱۴–۱۵).
- خدای‌تعالی ذریهٔ او را [جدیس را] مسخ گردانید و ایشان را نسناس خوانند، نیم تن دارند و به یکی پای چنان [دوند] که هیچ اسبی درنیابدشان. (از مجمل التواریخ).
- آنکه به‌شکل انسان بود ولی خوی و سرشت انسانی در وی نباشد. (ناظم الاطباء)